# Surplex
Surplex GmbH z siedzibą w Düsseldorfie jest przemysłowym domem aukcyjnym specjalizującym się w handlu używanymi maszynami. Firma zajmuje się skupem i sprzedażą używanych maszyn i urządzeń przemysłowych na całym świecie, prowadzi aukcje internetowe oraz zajmuje się wyceną i rzeczoznawstwem. Surplex jest jedną z niewielu firm typu dot-com start-up, która wciąż istnieje i przynosi zyski.

## Historia

### Początki
Firma Surplex.com AG została założona przez braci Bruno i Floriana Schick pod koniec 1999 r. jako typowe przedsiębiorstwo typu start-up ery dotcom. Głównym założeniem było stworzenie rynku online, który miał uprościć handel używanymi maszynami i sprawić, że silnie podzielony rynek maszyn używanych stanie się bardziej przejrzysty.
Ten model biznesowy przyciągnął wielu inwestorów instytucjonalnych i prywatnych. Międzynarodowe konsorcja venture capital, takie jak Carlyle Group  lub francuska Vivendi Group zainwestowały łącznie ok. 50 mln EUR. Do Surplexu dołączyli również wybitni inwestorzy prywatni, tacy jak Lars Schlecker, Lars Windhorst, Marc Schrempp oraz prezes Fiata Paolo Fresco.
Platforma B2B firmy Surplex już na początku swojej działalności była liderem w sprzedaży używanych maszyn i urządzeń, a w 2001 roku została uznana za najlepszą platformę przez Forrester Research. Do 2006 roku Surplex wydawał największy na świecie magazyn branżowy poświęcony używanym artykułom przemysłowym .communicator (nakład: 45.000).

### Kryzys (2001–2003)
Wraz z pęknięciem bańki dotcomów, Surplex.com AG również znalazł się w poważnym kryzysie. Zamknięto oddziały, przeniesiono siedzibę z Berlina do Düsseldorfu i zlikwidowano większość z około 140 miejsc pracy. W marcu 2003 roku kierownictwo firmy przejął Michael Werker, który przeszedł do Surplexu z tradycyjnej grupy inżynierskiej Deutz.

### Restrukturyzacja (2004–2009)
W latach 2004–2009 platforma aukcyjna surplex.com była stale rozwijana. Od tego czasu Surplex prowadzi duże aukcje przemysłowe, m.in. dla Linde, ABB, ThyssenKrupp i Bayer. Początkowo czysto cyfrowy model biznesowy został uzupełniony o usługi analogowe, jak to jest w zwyczaju w tradycyjnym handlu maszynami. W oparciu o tę strategię łączenia usług online i offline, Michael Werker i Uli Stalter założyli firmę Surplex GmbH.

### Internacjonalizacja (od roku 2010)
Od 2010 roku firma Surplex GmbH odnotowuje stały wzrost. Liczba pracowników wzrosła z 15 do ponad 200 w 2020 r., a sprzedaż osiągnęła poziom nieco poniżej 100 mln euro (2019 r.). W 2013 roku została założona pierwsza spółka zależna poza granicami Niemiec, włoska firma Surplex Srl. Obecnie Surplex posiada biura w 13 krajach europejskich (stan z listopada 2020), w tym w Hiszpanii, Francji i Wielkiej Brytanii.
Od lata 2020 roku Ghislaine Duijmelings, posiadająca międzynarodowe doświadczenie, kieruje firmą jako jej trzeci dyrektor zarządzający, obok Michaela Werkera i Ulricha Staltera.
W sierpniu 2024 r. Surplex został przejęty przez TBAuctions, europejską grupę wielu marek (Troostwijk Auctions, Klaravik, Surplex, Auksjonen, PS Auctions, British Medical Auctions, Vavato i Auktionshuset dab) i cyfrową platformę aukcyjną B2B.

## Produkty
2020, platforma aukcyjna w 16 językach jest podstawą działalności. Na ponad 500 aukcjach rocznie sprzedawanych jest ponad 55.000 artykułów przemysłowych. Te towary przemysłowe zazwyczaj pochodzą z zamknięcia zakładu, restrukturyzacji lub upadłości.[12] Surplex oferuje sprzedaż bezpośrednią, jak również wszystkie usługi offline wymagane do globalnego handlu używanymi maszynami. Obejmuje to demontaż, załadunek i odprawę celną. Pod marką Valuplex Surplex wykonuje ekspertyzy i wyceny.[13]